# Francisco Queralt
Francesc Queralt (Borjas Blancas, 1740-Barcelona, 28 de febrero de 1825) fue maestro de capilla de la catedral de Barcelona durante muchos años (1774-1815) y uno de los últimos renovadores de la clásica tradicional contrapuntística.

## Vida
Ejerció su magisterio sobre Baltasar Saldoni y otros discípulos. Su producción comprende únicamente música religiosa: duetos, dos Magnificat (1799 y 1791), un Nisi Dominus y un Beatus vir. También compuso varios oratorios italianizantes que fueron estrenados en San Felipe Neri de Barcelona, aunque sólo se conservan los libretos. Muchas de sus obras son para dos o tres coros y orquesta.
Rafael de Amat y de Cortada, el barón de Maldà, en el Calaix de sastre da noticia de la interpretación de diversas de sus obras y de múltiples apariciones suyas interpretando o improvisando, y menciona un rifirrafe que tuvieron Carles Baguer, organista de la catedral de Barcelona, y Queralt, para ver quién interpretaba el oratorio del Viernes de Pasión de 1796. Finalmente se cantó el Oratorio de los dolores de Francesc Queralt.